# Helsingborgs AIS
Helsingborgs AIS, eller Hais, är en idrottsförening från Helsingborg i Skåne län, bildad den 9 maj 1923 som Hälsingborgs AIS genom sammanslagning av Egna Hems IF och Wilson Park BK. Namnet ändrades till det nuvarande när staden Hälsingborg ändrade stavning tillbaka till Helsingborg 1971. Föreningen har tidigare bedrivit handbollsverksamhet men är numera en renodlad fotbollsförening med smeknamnet Aristokraterna.
Herrlaget har som högst spelat en säsong i gamla division III (motsvarande nutidens division I), vilket skedde säsongen 1946/1947. Säsongen 2022 återfanns laget i division V (sjundedivisionen). Föreningen har haft ett damlag 1973-1989 och 2016.